# Рижі Микола Киріакович
Рижі Микола Киріякович (6 грудня 1896, Витебськ — 22 жовтня 1972, Одеса)— радянський воєначальник, генерал-полковник артилерії (18.02.1958).

## Життєпис
Народився у місті Вітебськ (Білорусь). У Червоній Армії з 1918 року. Брав участь у Громадянській війні на Західному фронті. Учасник радянсько-фінської війни на посаді начальника артилерії корпусу. Був нагороджений орденом Червоної Зірки (20.05.1940).
На початку німецько-радянської війни був начальником артилерії 14-го стрілецького корпусу, потім начартом Окремої Приморської армії. Потім обіймав посади начальника артилерії корпусу, армії, фронту; заступником командуючого військами фронту на Південному та Забайкальському фронтах. Брав участь в обороні Одеси, Севастополя; у плануванні і проведенні Керченсько-Феодосійської десантної операції.
С липня 1942 — начальник артилерії Забайкальского фронту. На останньому етапі Другої світової війни брав участь у розгромі Квантунскої армії Японії.
У післявоєнний період командував артилерією Забайкальско-Амурського, Забайкальского та Туркестанського військових округів. Закінчив вищі академічні курси при Воєнній академії Генерального штабу (1952).У 1966 році М. К. Рижі вийшов у відставку.
Помер у 1972 році в Одесі. Похований в Одесі на 2-му Християнському цвинтарі.

## Мемуари
- Рыжи Н. К. На Севастопольских рубежах // У черноморских твердынь. Отдельная Приморская армия в обороне Одессы и Севастополя. — М., 1967.

## Військові звання
- полковник — 05.02.1936
- генерал-майор артилерії — 11.02.1944
- генерал-лейтенант артилерії — 07.06.1943
- генерал-полковник артилерії — 18.02.1958

## Нагороди
- Орден Леніна[1]
- Орден Червоного Прапора[2]
- Орден Кутузова 2 ступеня
- Орден Вітчизняної війни 1 ступеня
- Орден Червоної Зірки
- Медалі